# Josef Čapek

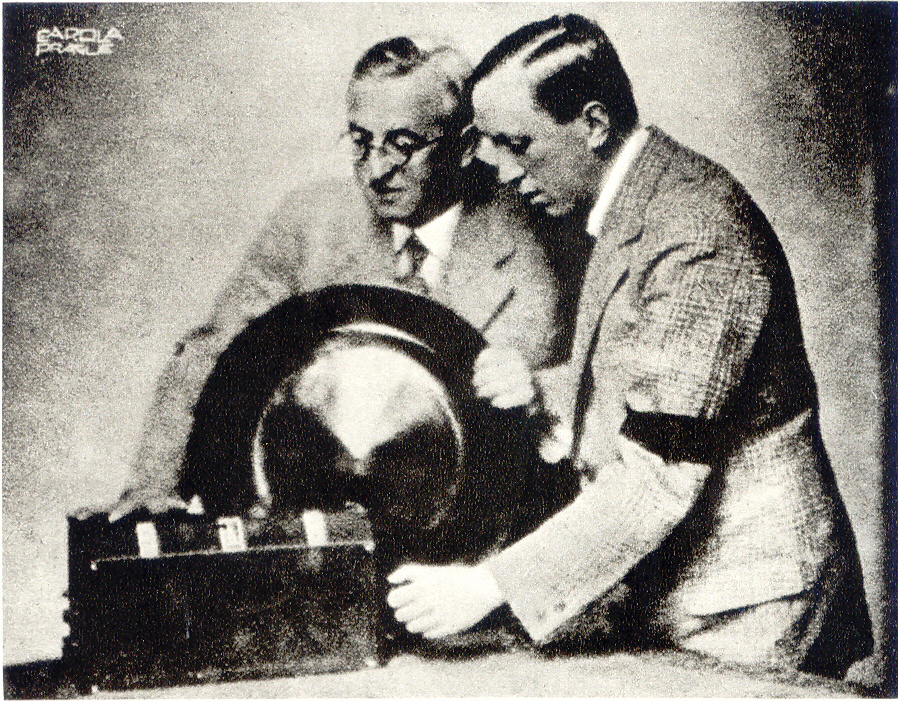
Karel och Josef Čapek vid en radioapparat.

Josef Čapek, född 23 mars 1887 i Hronov i Österrike-Ungern, död i april 1945 i Bergen-Belsen, var en tjeckisk konstnär, verksam inom måleri, teckning, litteratur, teaterkonst och som tidskriftsredaktör. Han var bror till författaren Karel Čapek.
Han är i dag kanske mest känd som målare, kallad "Tjeckiens Picasso". En minnesutställning av verk i Prag 2009 samlade en publik om omkring 73 000 personer. Han var med om att införa kubismen i sitt hemland omkring 1911 och var också verksam i Paris. Som kritiker av nazismen och pacifist blev han sänd till koncentrationsläger redan 1939, där han dog kort tid innan kriget var över.
Han gjorde flera illustrationer till broderns verk.

## Eftermäle
Asteroiden 14976 Josefčapek är uppkallad efter honom.

## Bildgalleri

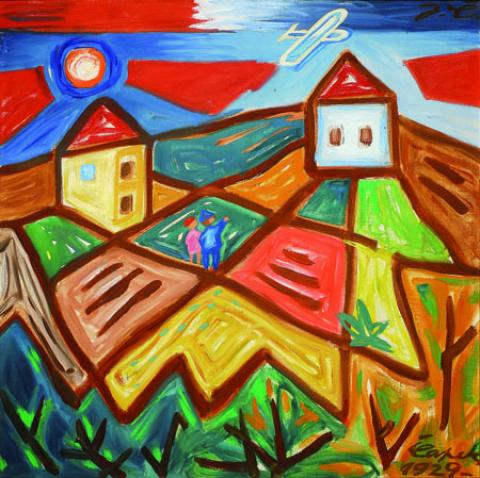
Letadlo (Flygplan)
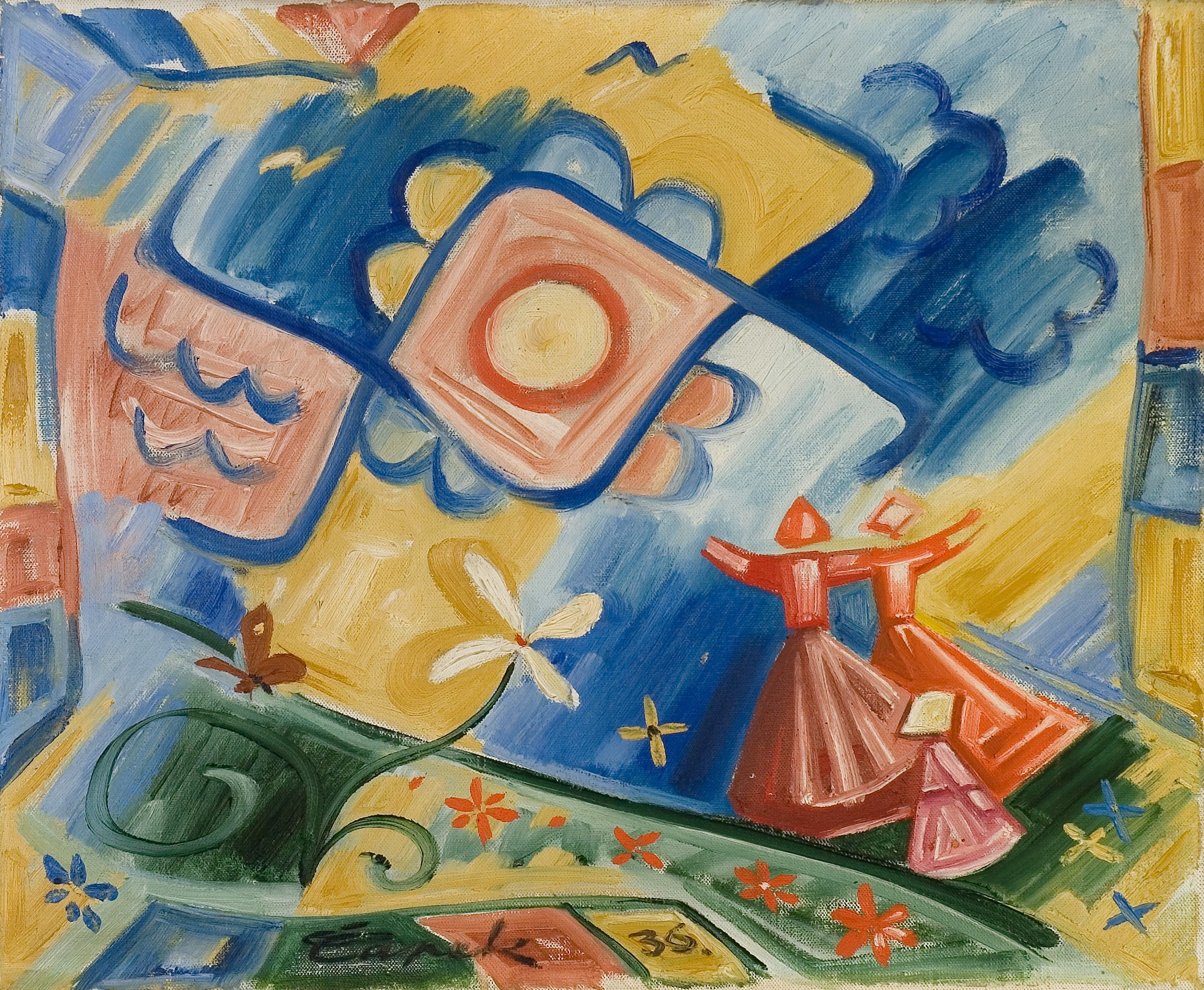
Zpívající děvčata (Sjungande flickor)
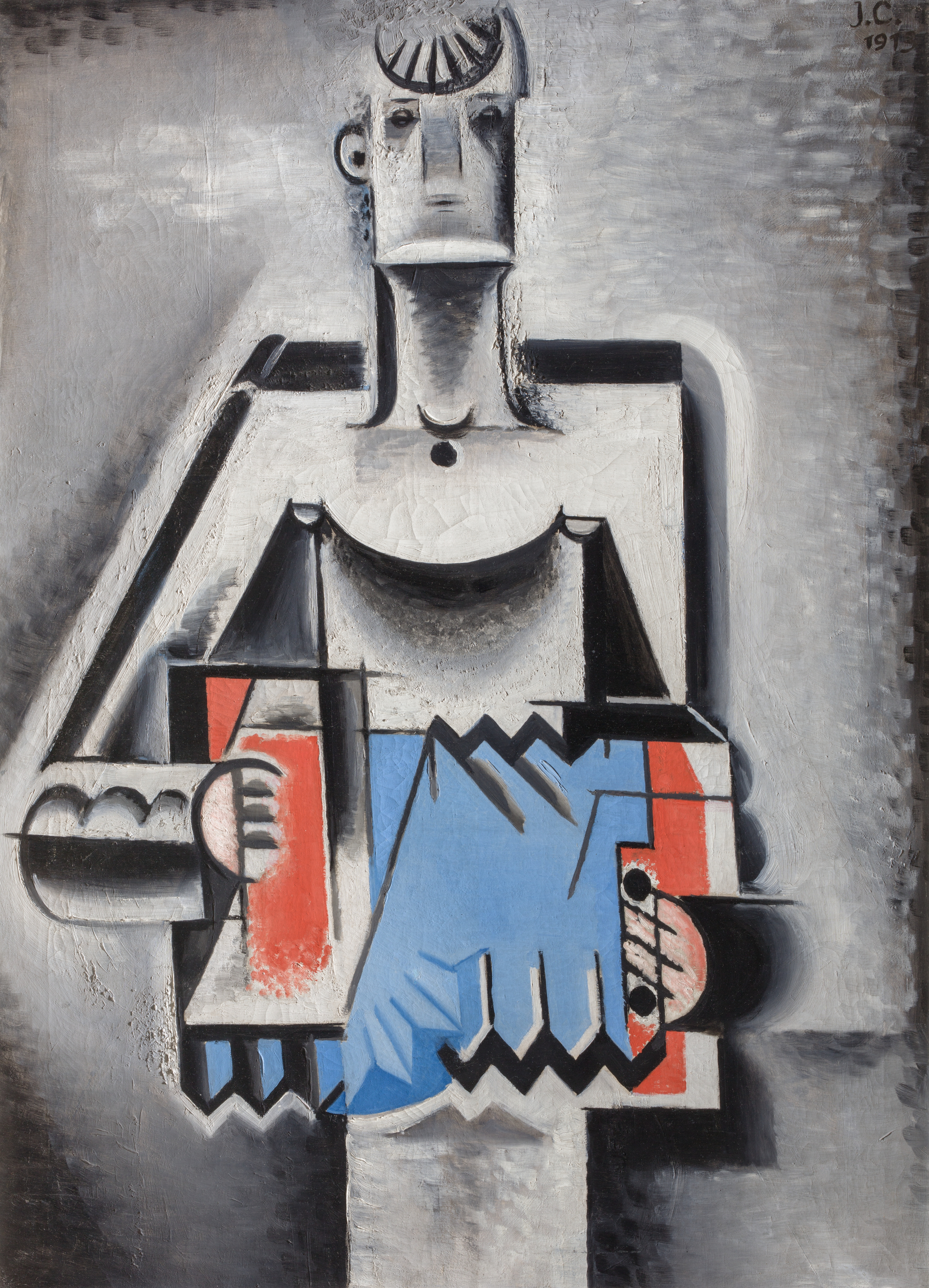
Harmonikář (Dragspelare)
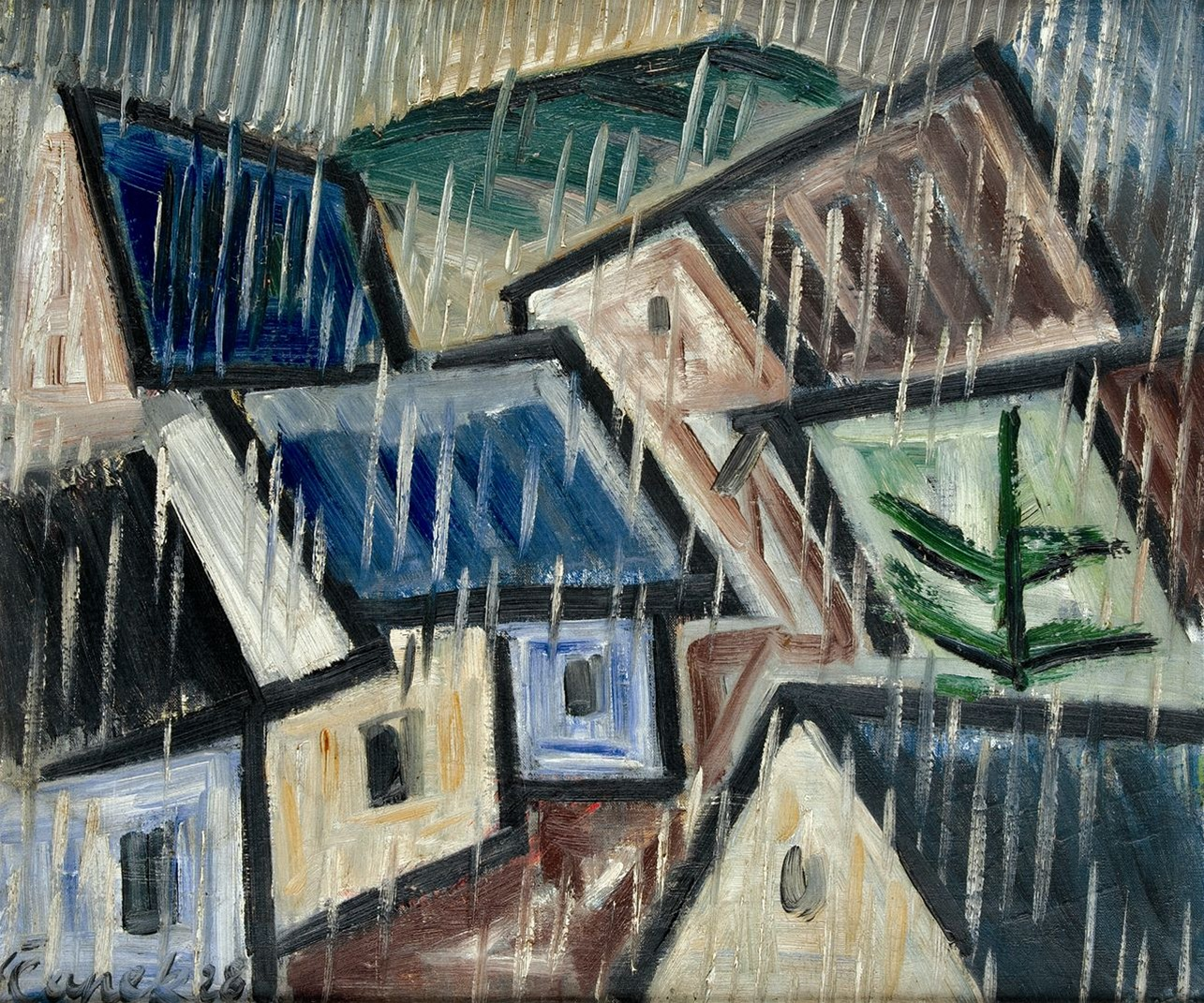
Krajina v dešti (Landskap i regn)
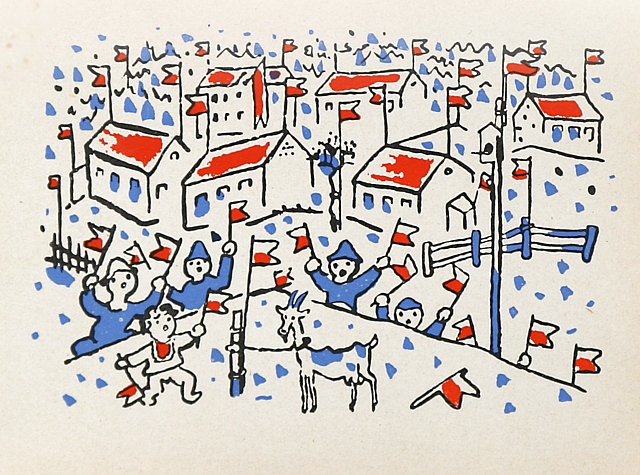
Kluci s kozou (Typer med get)
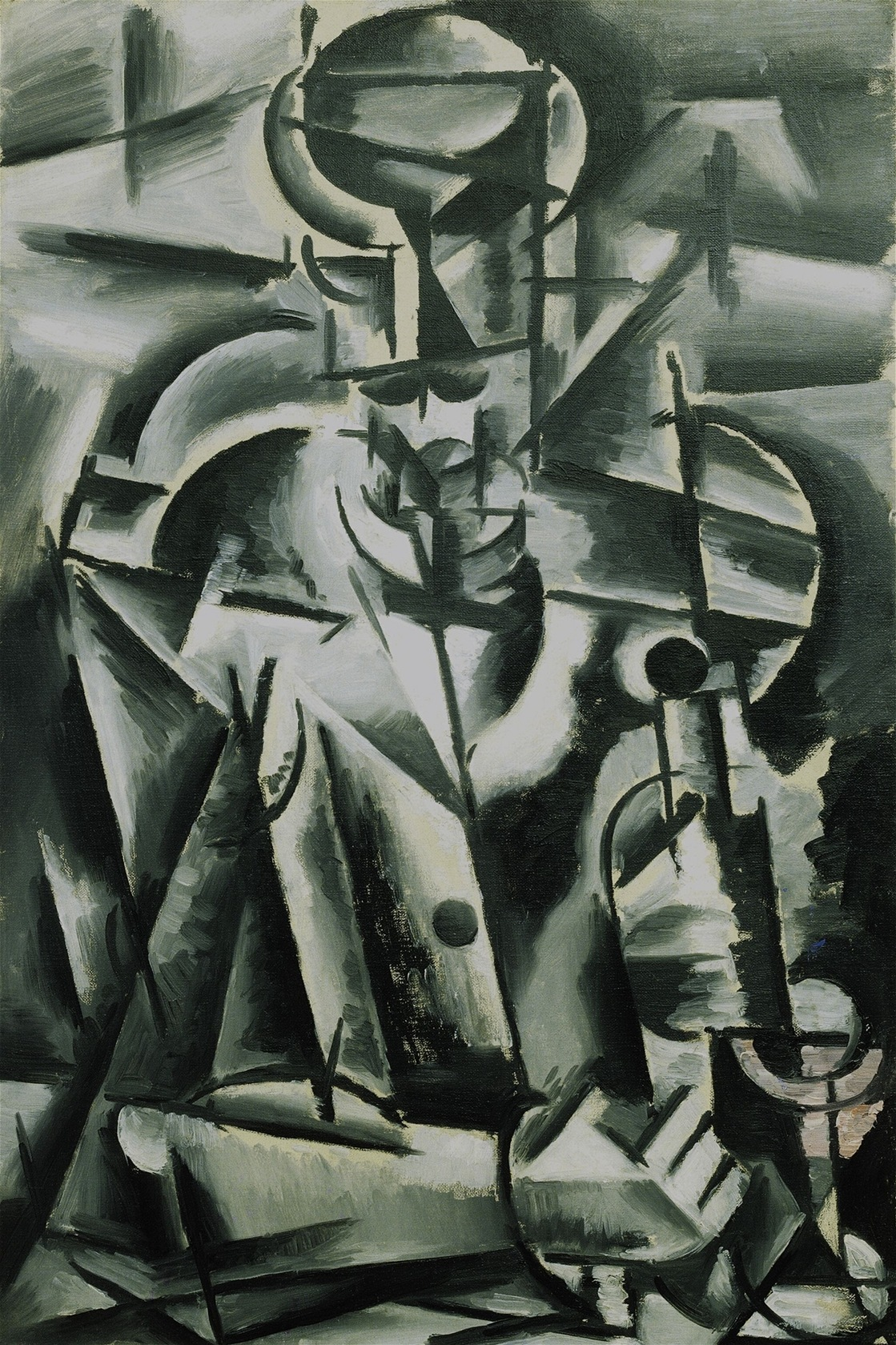
Piják (Blotter)
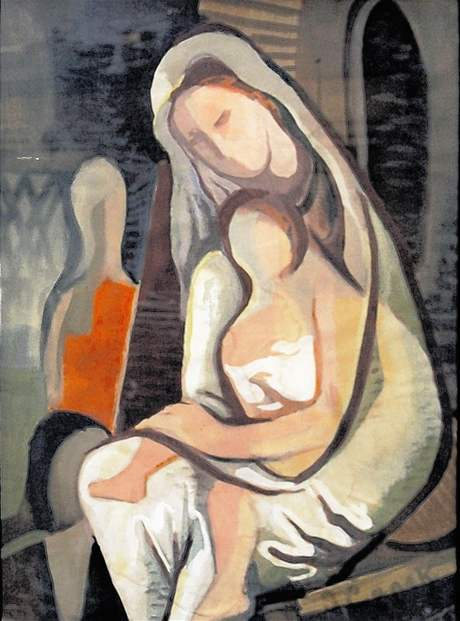
Matka s dětmi (Moder med barn)
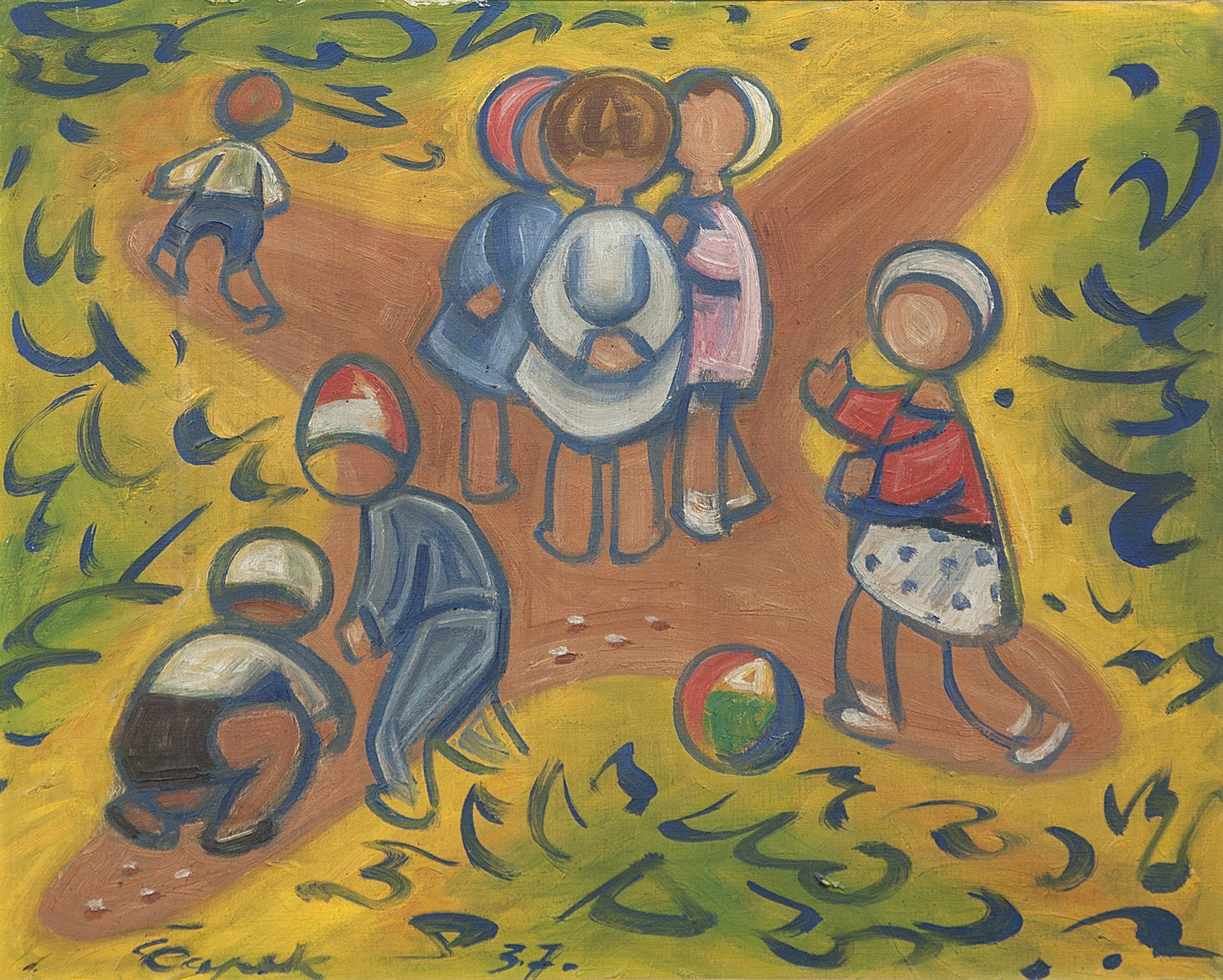
Hra (Spel)
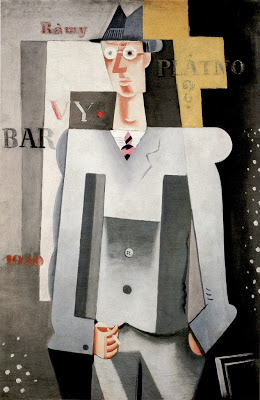
Autoportrét (Självporträtt)